# Seth Gilliam

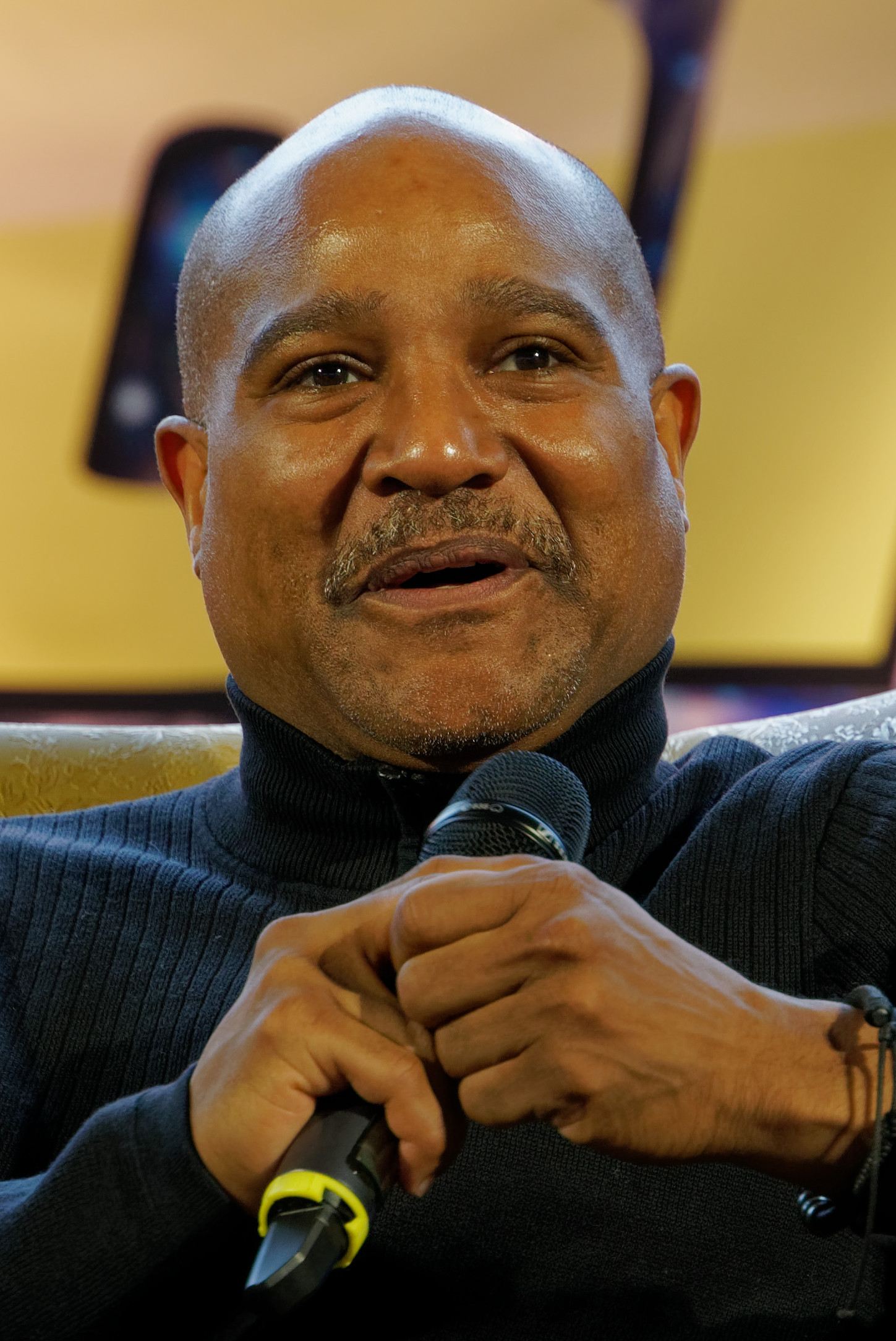
Seth Gilliam (2020)

Seth Gilliam (* 5. November 1968 in New York City) ist ein US-amerikanischer Film- und Theater-Schauspieler. Bekannt ist er durch die Rolle des Dr. Alan Deaton in Teen Wolf geworden. Zwischen 2014 und 2022 spielte er zudem Vater Gabriel Stokes in der Fernsehserie The Walking Dead.

## Leben
Seine ersten Schauspielerfahrungen sammelte Gilliam in den Jahren 1990/1991 in drei Episoden der Fernsehserie Die Bill Cosby Show. Danach folgten Rollen in Fernseh- wie Kinoproduktionen, sein Schaffen umfasst mehr als 45 Produktionen.
Bekannt ist Seth Gilliam für seine Rollen in den HBO-Serien Oz – Hölle hinter Gittern (als Clayton Hughes) und The Wire (als Sgt. Ellis Carver). Zu seinen weiteren Filmrollen gehören die von Sergeant Steven Altameyer in Mut zur Wahrheit (1996) und von Private Sugar Watkins in Starship Troopers (1997). 2014 bis 2022 verkörperte er mit Gabriel eine der Hauptrollen in der US-Serie The Walking Dead.

## Filmografie (Auswahl)
- 1995: Jefferson in Paris
- 1996: Mut zur Wahrheit (Courage Under Fire)
- 1997: Starship Troopers
- 1999–2001: Oz – Hölle hinter Gittern (Oz, Fernsehserie, 17 Folgen)
- 2002–2008: The Wire (Fernsehserie, 50 Folgen)
- 2005: Law & Order: Trial by Jury (Fernsehserie, 4 Folgen)
- 2009: Haben Sie das von den Morgans gehört? (Did You Hear About the Morgans?)
- 2009: CSI: Miami (Fernsehserie, Folge 7x18)
- 2010: Nurse Jackie (Fernsehserie, Folge 2x03)
- 2011, 2015: Good Wife (The Good Wife, Fernsehserie, 2 Folgen)
- 2011–2017: Teen Wolf (Fernsehserie)
- 2012: Homeland (Fernsehserie, Folge 2x06)
- 2012: Person of Interest (Fernsehserie, Folge 1x18)
- 2012: Skinny (The Skinny)
- 2013: Criminal Minds (Fernsehserie, Folge 9x09)
- 2014: Still Alice – Mein Leben ohne Gestern (Still Alice)
- 2014–2022: The Walking Dead (Fernsehserie, 73 Folgen)
- 2016: Elementary (Fernsehserie, Folge 4x18)
- 2023: Teen Wolf: The Movie
- 2024: The Walking Dead: The Ones Who Live (Fernsehserie, Folge 1x05)